# 醜的歷史
《醜的歷史》（義大利語：Storia della bruttezza）是義大利作家安伯托·艾可所著的學術論文式書籍，2007年由Bompiani在義大利米蘭出版。

## 概觀
關於此書主題，艾可認為可分成三大類：醜之本身、惡之本體和惡之藝術。本書以編年體順序來闡述主題，著重於文學、哲學以及視覺藝術，特別是繪畫領域，是一部描述「醜」之概念的歷代圖像大合集。

## 章節
1. 古典世界裡的醜
2. 激情、死亡、殉道
3. 啟示錄、地獄和魔鬼
4. 怪物和凶兆
5. 醜、詼諧、猥褻
6. 女人的醜：古代到巴洛克時期
7. 近代世界的魔鬼
8. 巫術、撒旦主義、虐待狂
9. 對自然的好奇心
10. 浪漫主義以及對醜的拯救
11. 陰森
12. 鐵塔和象牙塔
13. 前衛運動與醜的勝利
14. 別人的醜、媚俗、坎普
15. 今天的醜

## 外部連結
- On Ugliness (2007) （英文）
- Not Pretty: Book review by AMY FINNERTY （页面存档备份，存于） at The New York Times （英文）
- 博客來上《醜的歷史 （页面存档备份，存于）》的資料 （繁體中文）
- 天下文化上《醜的歷史 （页面存档备份，存于）》的介紹 （繁體中文）